# 石高澄恵
石高 澄恵（いしたか すみえ、旧姓・横山（よこやま）、1966年9月27日 - ）は、日本将棋連盟所属の女流棋士。武者野勝巳七段門下。女流棋士番号は10（2011年3月31日までの旧番号は22）。北海道江差町出身。函館白百合学園高校卒。函館市在住（※2021年1月現在）。

## 棋歴
将棋を覚えたのは1982年、ちょうど中学を卒業した頃。5歳年下の弟が小学校の友達から駒の動かし方を教えてもらったことがきっかけ。だが、両親は将棋をやらず、弟も早々と止めてしまい、通っていた高校は女子高だったため対局相手がおらず、1年近くは独学で将棋を楽しんでいた。
1985年、高校卒業と同時に女流育成会に入会。1987年3月女流3級となり、育成会入会から2年弱で女流プロ棋士になる。
しかし、1年目の成績が負け越しとなり、1987年からの規定「新しく女流育成会を卒業して女流棋士になったものが、1年間公式戦を指して負け越した場合は、再び育成会に戻る」に該当し、再度の女流育成会へ。1989年に女流1級として女流棋士に復帰。
1991年度、第14期女流王将戦でA級昇級するなどの好成績を挙げて頭角を現す。
2年後の1993年度には、第7回レディースオープントーナメントでベスト4入り。同年度の第20期女流名人位戦B級リーグではA級昇級を決める。翌年からA級に3年連続で在籍する。
1994年度には、第5期女流王位戦で高群佐知子とのプレーオフを制して白組優勝し、挑戦者決定戦に進出。しかし、紅組優勝の中井広恵に敗れる。

## 人物
- 居飛車党であり、相手も居飛車の場合は相矢倉あるいは力戦調の相掛かりを指す。
- 2004年3月30日に結婚。女流棋士としての活動名も、横山姓から石高姓に変更[4][5]。二人の出会いはボウリング場であり、石高氏のほうから澄恵に「うまいですね」と声をかけた[6]。
- 1997年1月からの一時期、女流育成会の幹事を務めた[7]。

## 昇級昇段履歴
- 1985年04月00日 - 女流育成会入会
- 1987年03月01日 - 女流3級 = プロ入り（仮入会、規定条件付き=女流名人B・女流王将Bの両リーグで合わせて5割以上）[8]
- 1988年00月00日 - 女流育成会に降級（3級で規定成績に満たず）→育成会成績上位により女流棋士として正入会[8]
- 1989年03月15日 - 女流1級[9]
- 1992年02月26日 - 女流初段（女流王将戦A級リーグ入り）
- 2000年04月01日 - 女流二段（昇段規定変更による昇段、女流通算145勝）[10][11]
- 2025年04月10日 - 女流三段（女流二段昇段後100勝、女流通算245勝344敗）[12][13]

## 主な成績

### 年度別成績
- 2024年度
  - 年度成績 18局 7勝11敗（勝率0.3888）[14]
  - 通算成績 588局 244勝344敗（勝率0.4149）〈2025年3月31日対局分まで〉[15]